# Patagioenas corensis
Patagioenas corensis е вид птица от семейство Гълъбови (Columbidae).

## Разпространение
Видът е разпространен в Аруба, Бонер, Синт Еустациус, Саба, Венецуела, Колумбия и Кюрасао.